# Chiesa di San Silvestro Papa (Ledro)
La chiesa di San Silvestro Papa è una chiesa sussidiaria di Lenzumo, frazione di Ledro, nell'omonima valle in Trentino. Fa parte della zona pastorale di Riva e Ledro e risale al XVI secolo.

## Storia

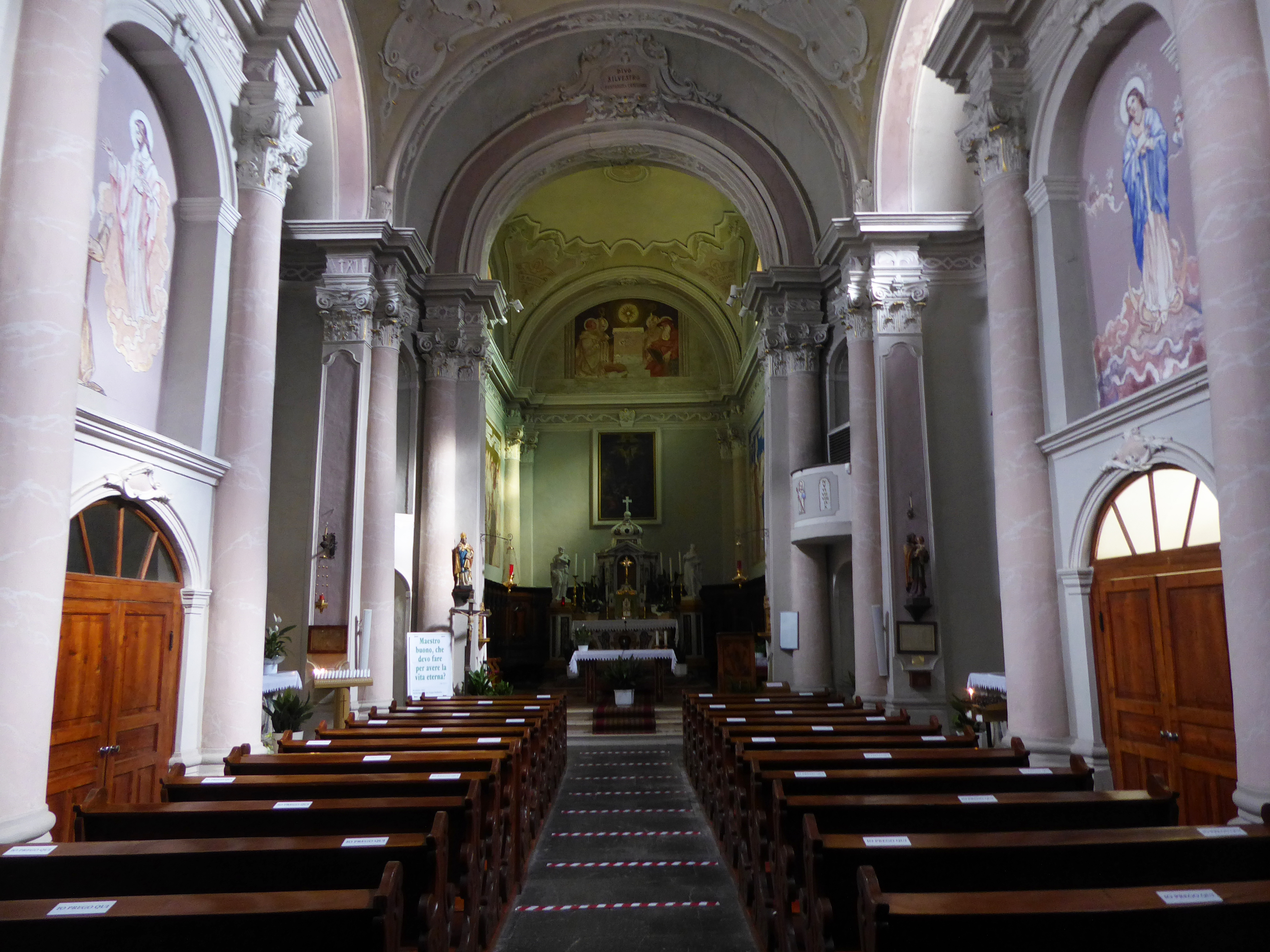
Interno

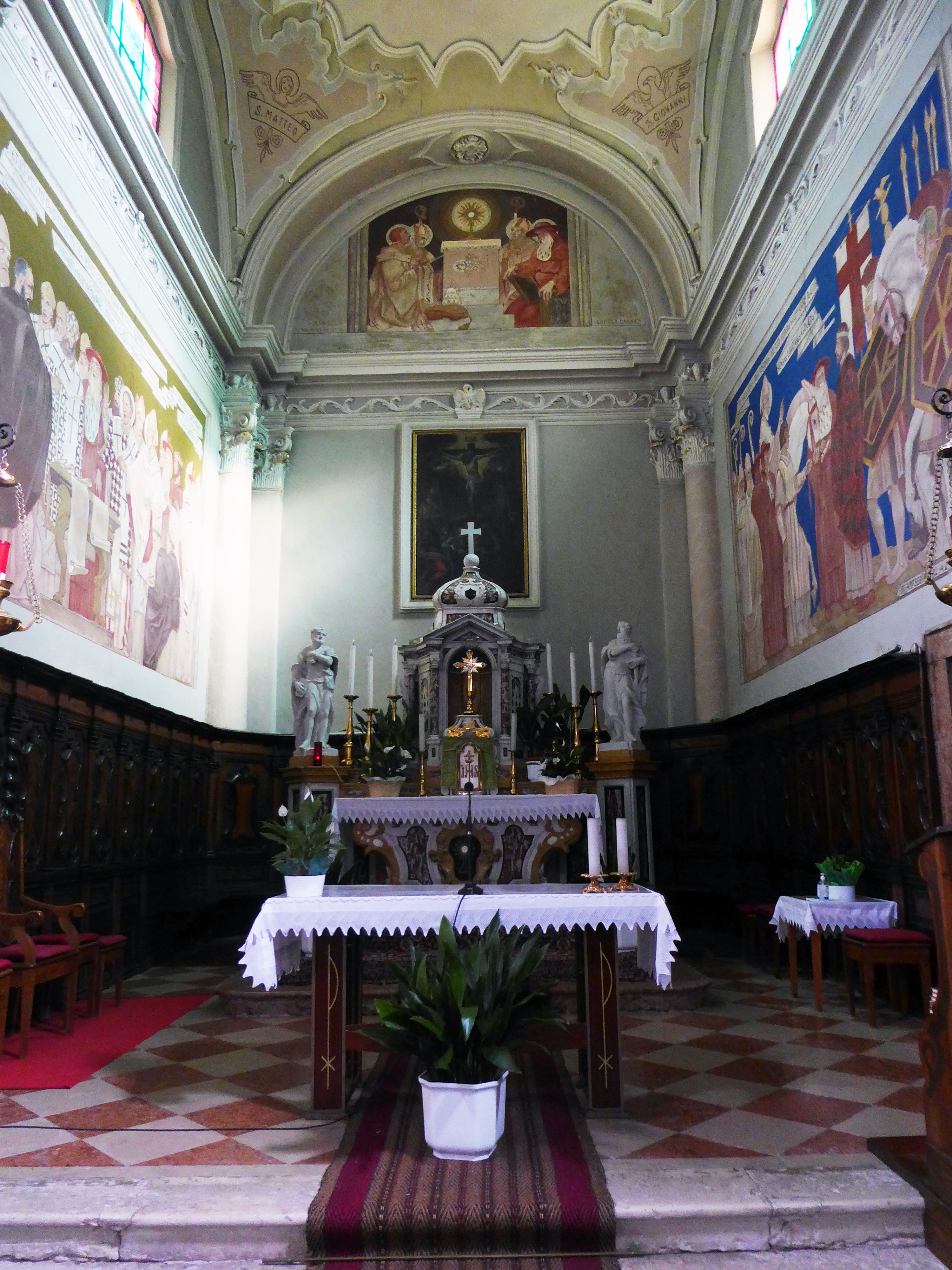
Presbiterio

La chiesa risale al XV secolo. Viene ricordata una prima volta come cappella nel 1537 ma questa sorgeva in un altro sito rispetto alla posizione della chiesa recente.
Una prima chiesa sul posto risale al 1676 e la sua ultimazione come edificio sacro è del 1760, ad opera di Francesco Cometti e dei figli, che si interessarono anche delle decorazioni nell'interno.
Il vescovo Cristoforo Sizzo de Noris la consacrò nel 1768.
Nel XX secolo San Silvestro Papa fu oggetto di vari interventi. Furono restaurate le decorazioni prima nel 1910 e poi nel 1931, in seguito ai danni della prima guerra mondiale. 
Nel frattempo venne ampliata la superficie interna, nel 1912.
Dopo gli interventi seguiti ai danneggiamenti della seconda guerra mondiale vi fu una nuova consacrazione, nel 1950.
Tutto l'edificio fu nuovamente restaurato nel 1972.

## Descrizione
La facciata della chiesa è a capanna suddivisa in due ordini (il primo di maggiore altezza) e ha un frontone triangolare sovrastato dalla copertura che sporge. L'edificio è orientato a est. La torre campanaria si alza nella parte posteriore, e settentrione.
All'interno la navata è unica con due campate. All'arco santo davanti alla zona presbiteriale sono corrispondenti tre scalini sulla pavimentazione. Il presbiterio è arricchito da un rivestimento in legno. Le superfici delle pareti e in particolare della volta sono arricchite da importanti decorazioni a stucco.
All'interno è conservata la statua della Madonna della Cintura, oggetto di particolare devozione.